# Bustillo del Páramo de Carrión
Bustillo del Páramo de Carrión è un comune spagnolo di 87 abitanti situato nella comunità autonoma di Castiglia e León.